# Stjärt

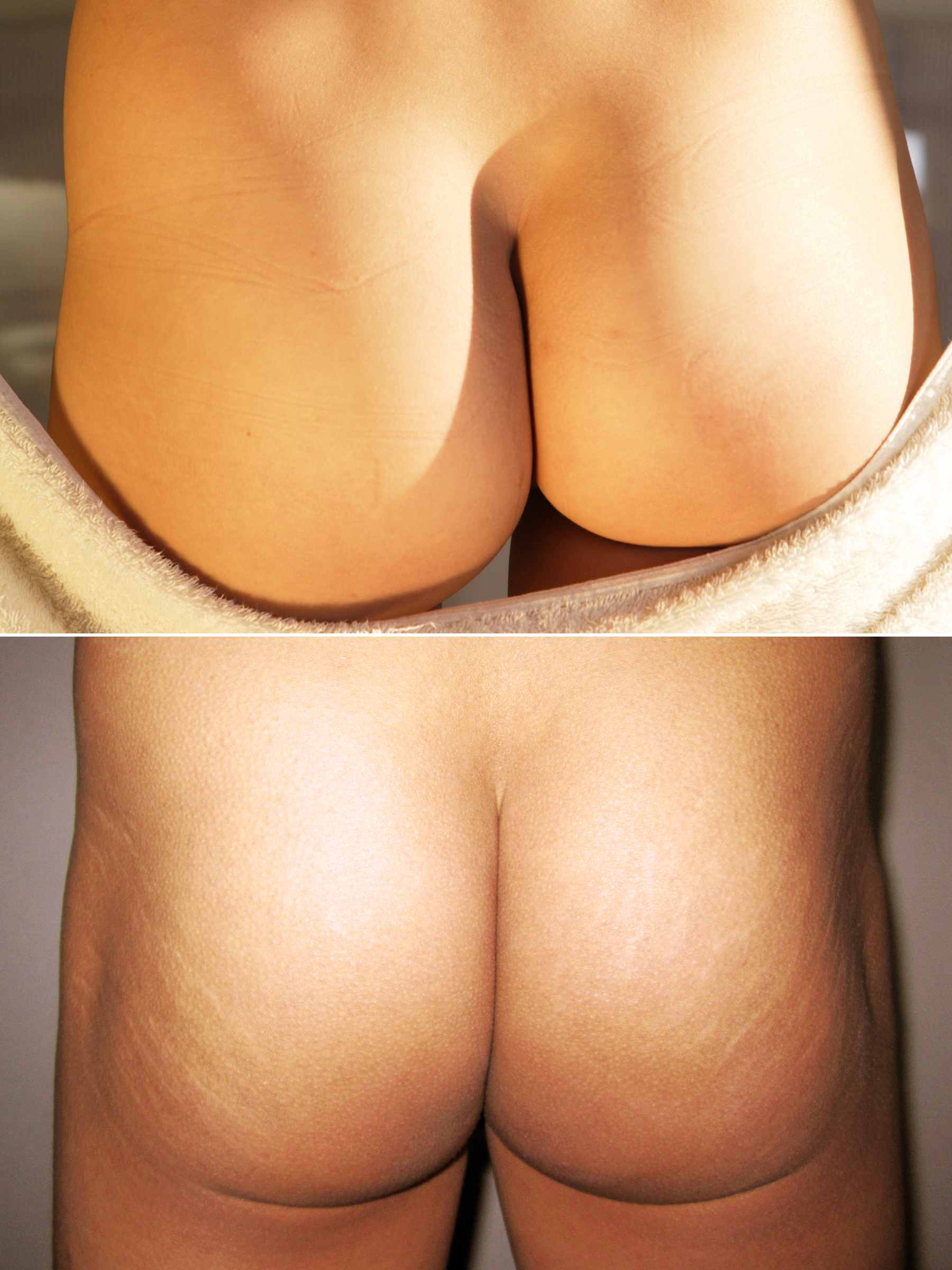
Människostjärtar.
Den övre en kvinnas, den undre en mans.

Stjärten (latin nates) även rumpan, gumpen, stussen, häcken, röven eller  arslet, är den del av kroppen som hos ryggradsdjur är belägen bakom bäckengördeln och analöppningen. Denna region är utgångspunkt för svansen hos de ryggradsdjur som har en sådan. Bland människor som passerat puberteten, har kvinnor i regel mer underhudsfett kring höfterna och stjärten än män.
Hos fåglar betecknar "stjärt" de fjädrar som sitter i kroppens bakände och stabilserar flykten.
Hos fiskar betecknar "stjärt" delen av kroppen bakom kloaköppningen, ofta avslutad av en stjärtfena.
Hos flygplan betecknar "stjärt" det bakre parti av planet på vilket stabilisatorerna är monterade.